# أبو القاسم الهذلي
يوسف البسكري هو يوسف بن عليّ بن جبارة بن محمّد بن عقيل بن سواده أبو القاسم الهُذَلي البسكري مقرئ ورحالة ولغوي كبير، ولد بمدينة بسكرة بالجنوب الشرقي الجزائري حاليًا سنة 403 هـ، ارتحل في طلب علم القراءات سنة 425 هـ حتى جاوز فرغانة المدينة المعروفة اليوم بأوزبكستان وكان نتائج رحلته كتاب الكامل في القراءات العشر والأربعين الزائدة عليها.

## رحلته في طلب العلم
قصد أصبهان وقرأ على الحافظ أبو نعيم أحمد بن عبدالله الأصبهاني كما دخل بغداد فقرأ بها على القاضي أبي العلاء الواسطي وورد نيسابور سنة 458 هـ فحضر دروس أبو القاسم القشيري وكذا عن أبي بكر بن منصور وغيرهم.

## مؤلفاته
من مؤلفاته:
- الوجيز
- الهادي
- الكامل في القراءات العشر والأربعين الزّائدة عليها[4]

## قيل فيه
- قال عنه الحافظ الجزري في كتابه النّشر في القراءات العشر:[2][3] «ألّف كتابه الكامل، جمع فيه خمسين قراءة عن الأئمة وألفًا وأربعمائة وتسعة وخمسين رواية وطريقًا... فلا أعلم أحدا في هذه الأمة رحل في القراءات رحلته، ولاقى من لقي من الشيوخ»
- قال عنه ابن ماكولا:[2][3] «كان أبوالقاسم البسكري يدرس علم النحو ويفهم الكلام وكان مقدما في علوم اللغة وعلل القراءات وله ترجيحات واختيارات وآراء فيها خاصة»